# Atenodoro Cananita
Atenodoro di Tarso, o Atenodoro Cananita o Atenodoro Calvo (Cana, 74 a.C. – 7  d.C.), è stato uno storico e filosofo stoico.

## Biografia
Nacque a Cana presso Tarso da un uomo di nome Sandone; fu studente di Posidonio di Rodi e maestro dell'imperatore romano Ottaviano Augusto ad Apollonia e, in seguito, di diversi esponenti della famiglia imperiale. Nel 44 pare che abbia seguito il futuro imperatore a Roma. Ottaviano, proprio per i natali dati allo storico, alleviò la tassazione della città di Tarso.
In seguito fece ritorno a Tarso dove aiutò ad eliminare il governo di Boeto e abbozzò una nuova costituzione che diede vita ad un'oligarchia pro-romana. Dopo la sua morte in suo onore fu tenuto un festival ed un sacrificio annuale a Tarso.
Plinio il giovane racconta un episodio secondo il quale Atenodoro prese in affitto una casa a basso prezzo poiché era infestata da un fantasma. Mentre scriveva di filosofia a tarda notte, un fantasma incatenato gli apparve e lo invitò a seguirlo fino in cortile ove sparì. Il giorno successivo, con il permesso dei magistrati della città, Atenodoro fece scavare nel punto in cui il fantasma era scomparso e trovò uno scheletro incatenato. Dopo che allo scheletro venne data una degna sepoltura si dice che il fantasma non abbia più infestato la casa.

## Opere
Gli vengono attribuite le seguenti opere:
- un'opera contro le Categorie aristoteliche (sebbene venga talvolta attribuita a Atenodoro Cordilione[7])
- una storia di Tarso
- un'opera di qualche tipo dedicata a Ottavia minore[8]
- un'opera intitolata περί σπουδη̃ς και παιδείας ("Sul fervore e la giovinezza")
- un'opera intitolata περίπατοι ("Discorsi").

Nessuna di queste opere ci è pervenuta.
Aiutò anche Cicerone nella scrittura del De Officiis ed è stato suggerito che le sue opere possano aver influenzato Seneca e Paolo di Tarso.